# E3 Harelbeke 2014
La E3 Harelbeke 2014, cinquantasettesima edizione della corsa, valida come quinta prova del calendario UCI World Tour 2014, si svolse il 28 marzo 2014 su un percorso di 212,2 km. Fu vinta dallo slovacco Peter Sagan, giunto al traguardo in 4h56'31" alla media di 42,898 km/h.
Furono 111 i ciclisti che portarono a termine il percorso.

## Squadre e corridori partecipanti
| N.      | Cod. | Squadra                 |
| ------- | ---- | ----------------------- |
| 1-8     | TFR  | Trek Factory Racing     |
| 11-18   | CAN  | Cannondale              |
| 21-28   | BMC  | BMC Racing Team         |
| 31-38   | ALM  | AG2R La Mondiale        |
| 41-48   | AST  | Astana Pro Team         |
| 51-58   | BEL  | Belkin Pro Cycling Team |
| 61-68   | FDJ  | FDJ.fr                  |
| 71-78   | GRS  | Garmin-Sharp            |
| 81-88   | LAM  | Lampre-Merida           |
| 91-98   | LTB  | Lotto-Belisol           |
| 101-108 | MOV  | Movistar Team           |
| 111-118 | OPQ  | Omega Pharma-Quickstep  |
| 121-128 | OGE  | Orica-GreenEDGE         |

| N.      | Cod. | Squadra                         |
| ------- | ---- | ------------------------------- |
| 131-138 | EUC  | Team Europcar                   |
| 141-148 | GIA  | Team Giant-Shimano              |
| 151-158 | KAT  | Team Katusha                    |
| 161-168 | SKY  | Team Sky                        |
| 171-178 | TCS  | Tinkoff-Saxo                    |
| 181-188 | AND  | Androni Giocattoli-Venezuela    |
| 191-198 | COF  | Cofidis, Solutions Credits      |
| 201-208 | IAM  | IAM Cycling                     |
| 211-218 | MTN  | MTN-Qhubeka                     |
| 221-228 | TSV  | Topsport Vlaanderen             |
| 231-238 | UHC  | UnitedHealthcare Pro Cycling T. |
| 241-248 | WGG  | Wanty-Groupe Gobert             |

## Ordine d'arrivo (Top 10)
| Pos. | Corridore         | Squadra        | Tempo    |
| ---- | ----------------- | -------------- | -------- |
| 1    | Peter Sagan       | Cannondale     | 4h56'31" |
| 2    | Niki Terpstra     | Omega Pharma   | s.t.     |
| 3    | Geraint Thomas    | Sky Procycling | s.t.     |
| 4    | Stijn Vandenbergh | Omega Pharma   | s.t.     |
| 5    | Sep Vanmarcke     | Belkin         | a 1'16"  |
| 6    | Tony Gallopin     | Lotto-Belisol  | s.t.     |
| 7    | Borut Božič       | Astana         | a 1'19"  |
| 8    | Tyler Farrar      | Garmin-Sharp   | s.t.     |
| 9    | Fabian Cancellara | Trek Factory   | s.t.     |
| 10   | Greg Van Avermaet | BMC Racing     | s.t.     |